# Oregon Route 227
Az Oregon Route 227 (OR-227) egy oregoni állami országút, amely észak–déli irányban a 62-es út traili elágazásától Douglas megyéig halad.
A szakasz Tiller–Trail Highway No. 230 néven is ismert.

## Leírás
Az útvonal a 62-es út deltaelágazásában, Trailnél indul északi- és északnyugati irányban kanyarogva, majd számos patakot keresztezve Douglas megye határánál ér véget.

### Nyomvonal-korrekciók
- Az út eredetileg Douglas megyében egészen az Interstate 5 canyonville-i csomópontjáig haladt, de 2003-ban kettéosztották a szakaszt, és csak a Jackson megyei rész maradt állami kezelésben.

## Fordítás
- Ez a szakasz részben vagy egészben  az   Oregon Route 227 című angol Wikipédia-szócikk Route Description című fejezete ezen változatának fordításán alapul.  Az eredeti cikk szerkesztőit annak laptörténete sorolja fel. Ez a jelzés csupán a megfogalmazás eredetét és a szerzői jogokat jelzi, nem szolgál a cikkben szereplő információk forrásmegjelöléseként.